# Sarda (schaap)

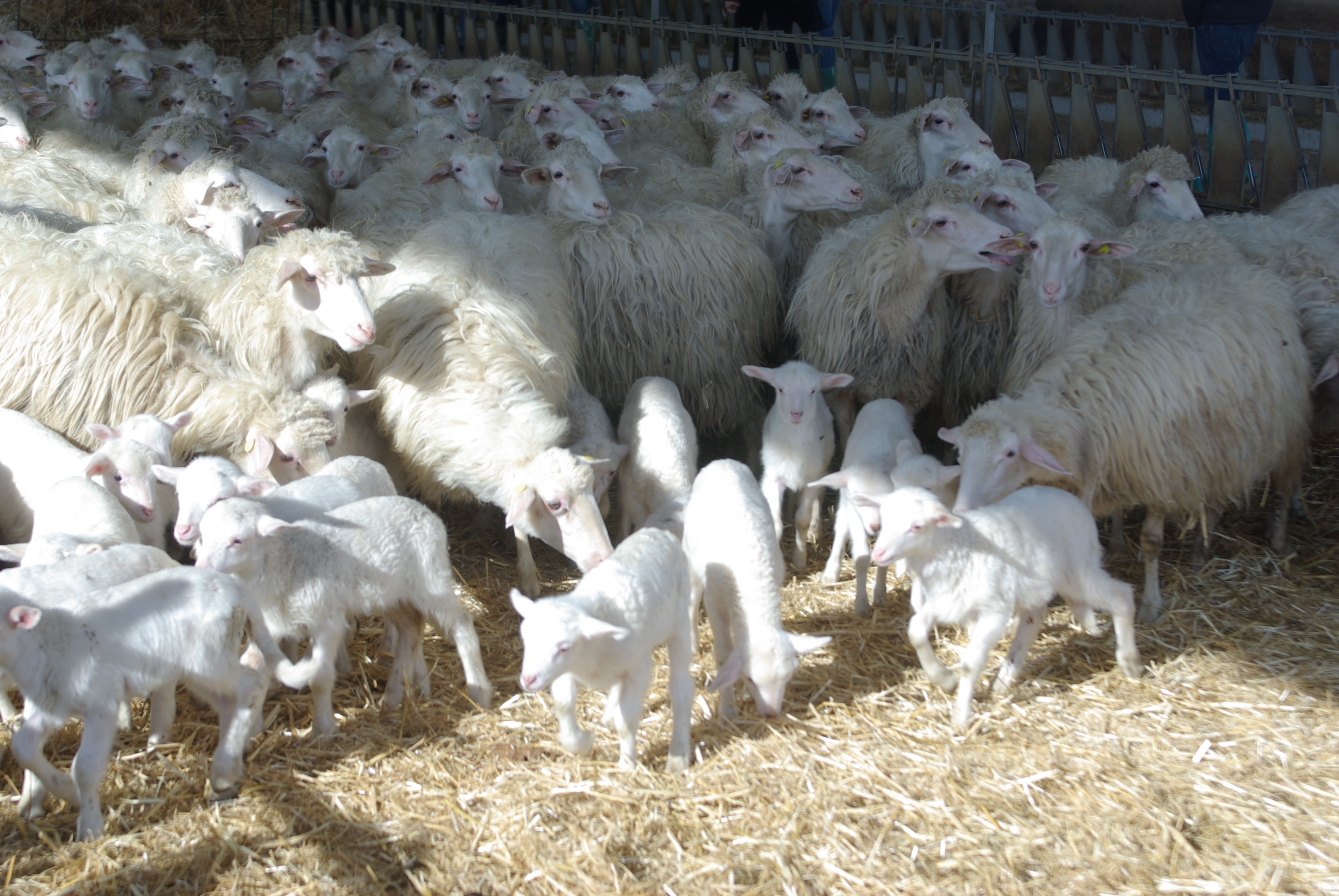
Ooien en lammetjes

De sarda is een schapenras uit het eiland Sardinië, Italië. Het ras wordt vooral gehouden voor de productie van schapenmelk en speelt een belangrijke rol bij de productie van pecorino sardo en casu marzu. De melkproductie varieert van 120 liter gedurende een lactatieperiode van 100 dagen voor ooien die de eerste keer lammeren, tot 210 liter in 180 dagen voor oudere ooien, met een vet- en eiwitgehalte van respectievelijk 6,7% en 5,8%. 
De wolproductie is relatief laag en bedraagt hooguit zo’n 1 à 2 kg per jaar. De wol van Sardijnse schapen is geschikt voor vloerkleden, matrassen en isolerende panelen.

## Verspreiding
Het ras komt oorspronkelijk uit Sardinië, maar werd ook gehouden op andere delen van het Italiaans schiereiland, voornamelijk in Toscane, Lazio, Umbrië, Marche, Emilia-Romagna, en in veel centraal-zuidelijke regio's, zoals Abruzzo en Basilicata. Door emigratie van Sardijnse schapenherders naar landelijke gebieden in Midden-Italië in de jaren zestig verspreidde het ras zich door heel Italië.
De sarda vormt per september 2014 ongeveer 44% van de Italiaanse veestapel.